# Histoire des ponts de Besançon

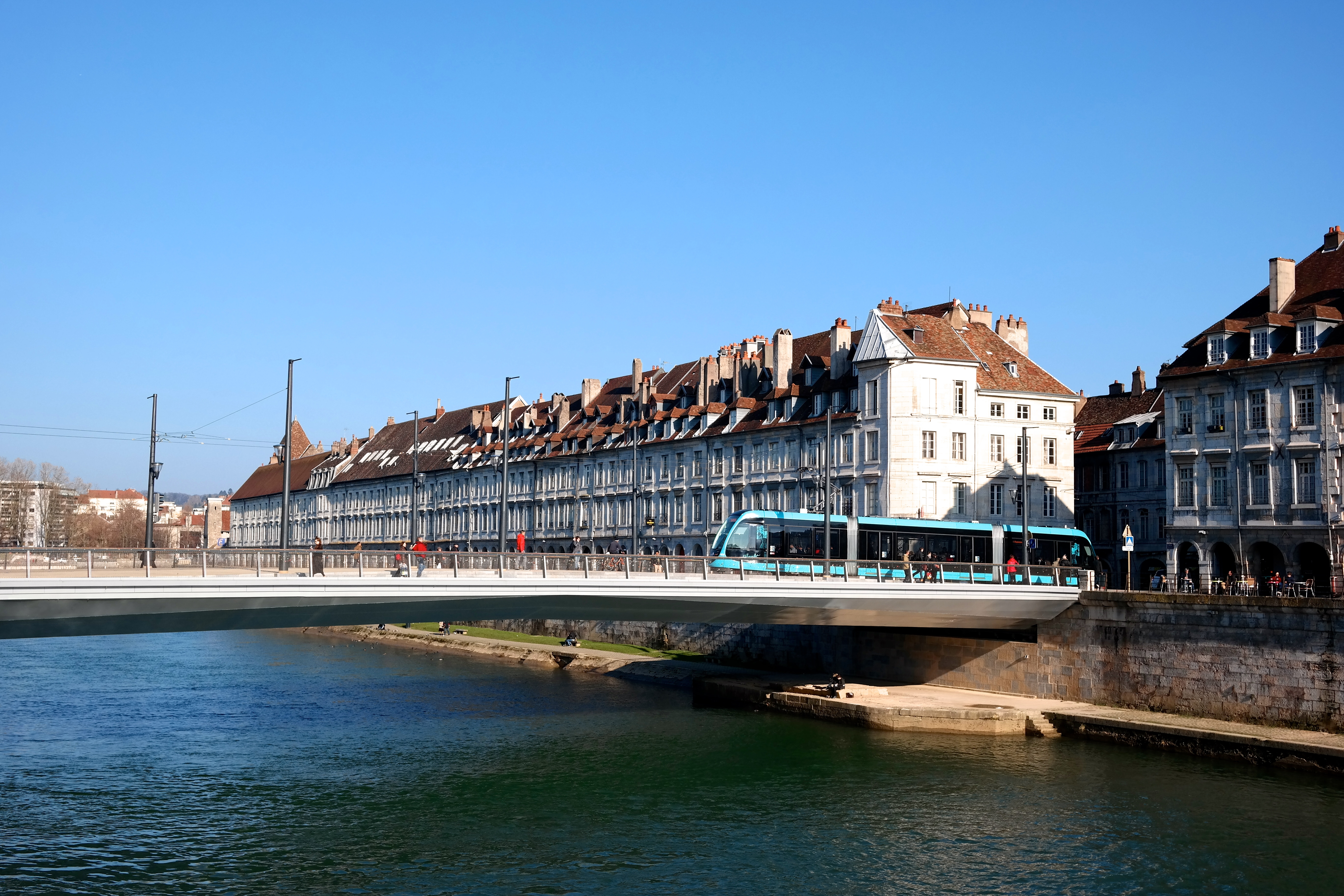
Le pont Battant avec passage d'une rame du tramway de Besançon.

Les ponts bisontins permettent de franchir le Doubs au niveau du méandre qui sépare le quartier historique du reste de l'agglomération. Aujourd'hui, neuf ponts et quatre passerelles relient les deux rives du Doubs à Besançon.

## Ponts

### Pont (de) Battant
Ce pont existe depuis l'époque romaine, il permet de relier le centre historique aux trois quartiers anciens de Battant, Charmont et Arènes. Partiellement endommagé durant la Seconde Guerre mondiale, il fut remplacé en 1953 par un ouvrage à arche unique en béton précontraint. La base d'une pile du pont antique a été conservée sur le chemin de halage en rive gauche.
Le nouveau pont, devenu vétuste, a été remplacé en 2013 par un ouvrage moderne et plus large, ce qui a aussi facilité le passage du tramway bisontin contraint, malgré cela, de faire un S pour le franchir.
Comme sur le pont des Arts à Paris, les amoureux ont pris l'habitude de suspendre un cadenas aux parapets métalliques. On dénombrait 400 cadenas en juin 2015, bien loin des 700 000 qui s'étaient accumulés, au fil des ans.

### Pont de Bregille

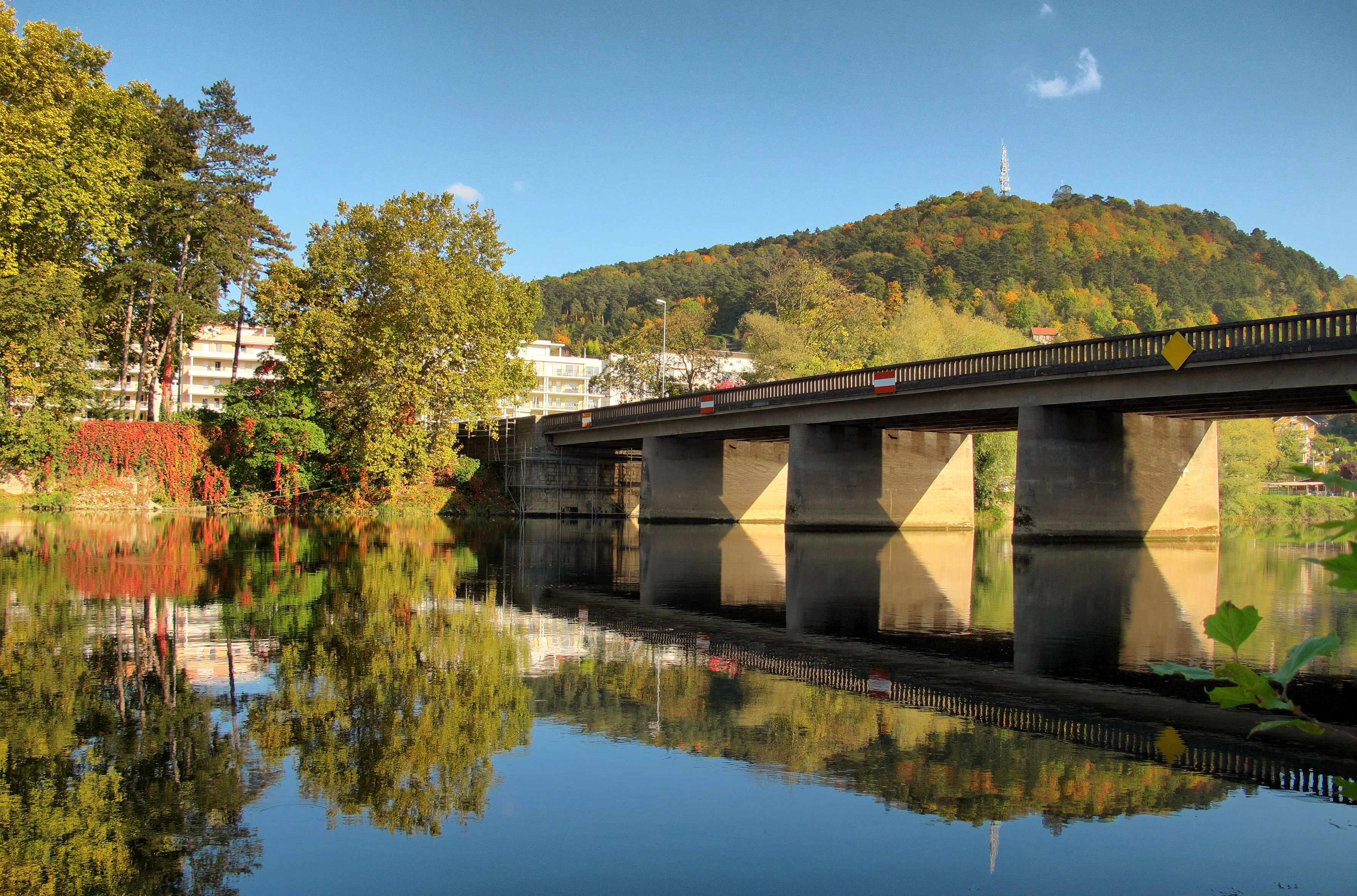
Le pont de Bregille.

Jusqu’à la fin du XVIIe siècle, seul le bac de l’Archevêché permettait un passage direct entre le village de Bregille et la ville.
La construction du pont fut réalisée en 1689 par l'entreprise Coquard. Comme l’ouvrage allait se situer hors de la ceinture fortifiée de la rive droite, les autorités militaires imposèrent l'emploi exclusif du bois pour des raisons stratégiques (coupure du pont plus aisée) et organisèrent sa protection en implantant une redoute à son entrée côté Bregille. La tour bastionnée de Bregille située juste à côté de la porte de Bregille, au débouché du pont, assurant la défense arrière depuis l’autre rive. Durant 35 ans, il put être emprunté moyennant un péage de deux liards (1/2 sou).
Ce pont servit, en 1698, de support à une canalisation permettant d'amener au centre-ville les eaux du vallon de Bregille. D'abord réalisée en bournels (troncs de bois évidés et aboutés), celle-ci fut, comme les autres canalisations d'eau de la ville, remplacée par des conduites en fonte à partir de 1724.
Le pont qui comportait six arches, subit de nombreuses et importantes avaries, qui entraîneront autant d'indisponibilités temporaires le temps des réparations. Celles des années 1704, 1709, 1734, 1740, 1751, 1757, 1758, 1765, 1770, 1778, 1781 et 1789 furent les plus importantes.
Le 25 octobre 1778, des piles seront détruites par le passage de milliers de troncs que la crue avait emportés au niveau des Prés-de-Vaux, et une partie du pont s'affaissa.
Mais l'avarie la plus importante fut celle intervenue dans la nuit du 26 au 27 janvier 1789. Devant l'importance des dégâts, l'ingénieur des Ponts et Chaussées Bertrand proposa la construction d'un pont sur pile de pierre plus apte à résister aux crues, mais les crédits manquaient à cette époque pour son financement.
Le pont ne fut rouvert qu'en 1810. Interdit aux voitures, il devient une simple passerelle piétonne, jusqu'au 8 février 1830, année où les crues emportèrent une arche. L'état général du pont était alors tel qu'il ne fut plus jugé réparable.
Ce n’est qu’en 1837 qu’un pont de bois sur piles de pierre dû à l’ingénieur Parandier remplaça l’ouvrage originel. En 1886, la porte et la redoute (lunette) de Bregille seront dérasées.
Dynamité deux fois durant la Seconde Guerre mondiale, il sera remplacé vers 1953 par un ouvrage entièrement en béton.

### Pont (de) Canot

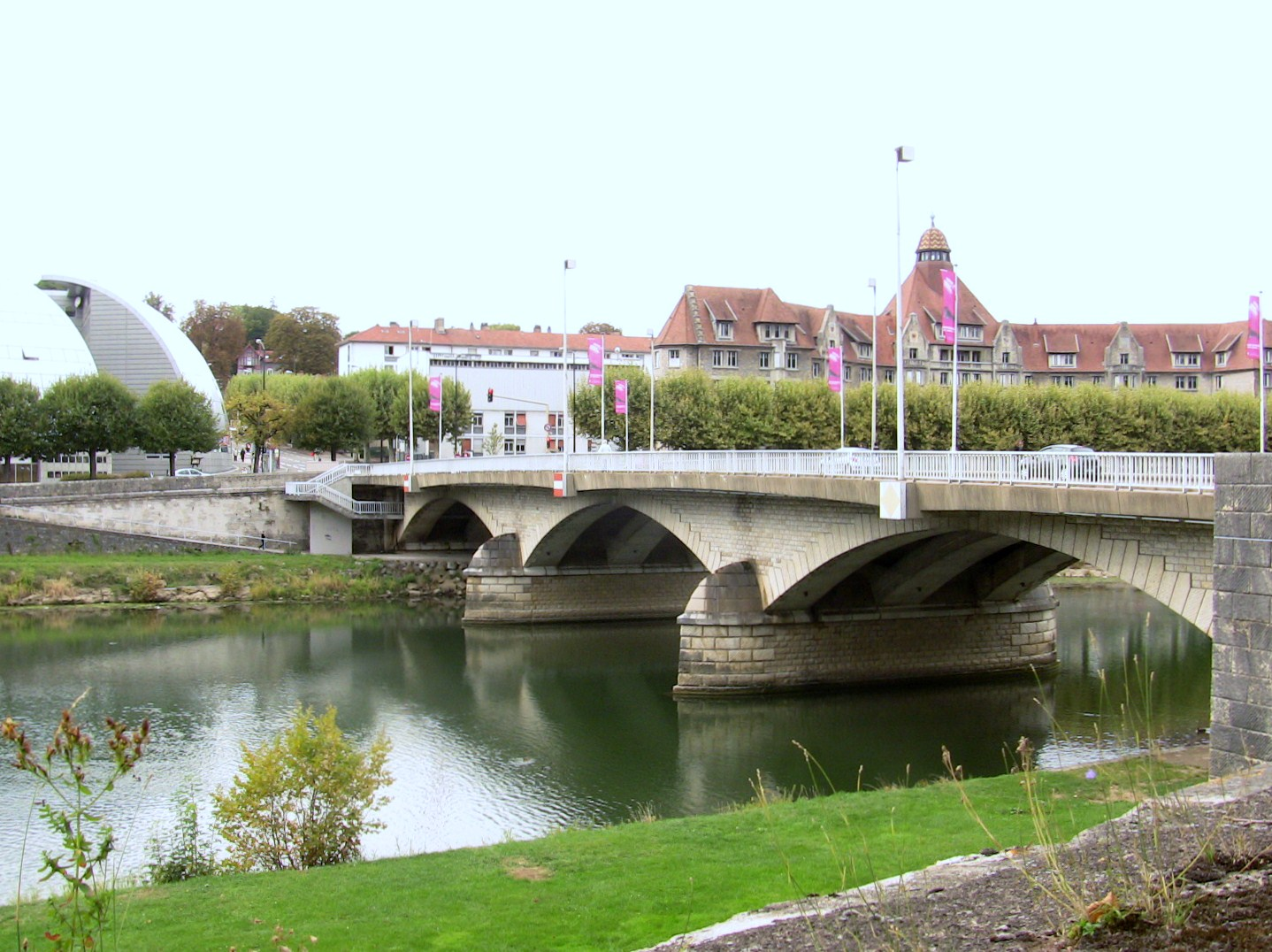
Le pont Canot avec, en arrière-plan, la résidence universitaire Canot.

Le pont (de) Canot de 1877, dû à l’ingénieur Louis Rouzet, traverse le Doubs à proximité des anciens abattoirs achevés, quant à eux, en 1879 sur la rive droite du Doubs. Le pont, qui aboutit à Chamars, offrit un premier désenclavement des quartiers Battant-Butte avant la construction du pont de la Grette au XXe siècle. La ville se heurta à une opposition du génie militaire qui préférait un autre emplacement plus propice à la pose d'une voie ferrée desservant l'Arsenal. Les négociations achoppèrent également sur le partage du financement de sorte que l'armée lança la construction de son propre pont, celui de l'Arsenal, à usage strictement militaire. Le projet de pont civil fut maintenu et réalisé une centaine de mètres en aval contraignant l'armée, qui ne voulait pas assurer la garde de deux ponts, à déconstruire le sien.
Ayant à choisir entre un pont en pierre et un pont métallique coûtant 20 % moins cher, mais d'une durée de vie normalement plus réduite, la municipalité opta pour la première solution. Mal lui en prit, car le pont Canot sera totalement détruit en juin 1940 par le Génie militaire. Un premier pont de bois sera construit fin 1940, mais ne résistera pas aux crues hivernales. Il fallut en construire un autre. À la libération, le service du Génie des troupes américaines installa, à proximité, un pont flottant pour parer à l’urgence, le pont actuel n'étant reconstruit qu'en 1951. L'ancien pont comportait quatre arches, le nouveau n'en a que trois. Il n’est plus en maçonnerie, mais en béton armé avec un parement de pierres.
Aujourd'hui, c'est un des ponts les plus utilisés de la ville. Il est emprunté par de nombreuses lignes de bus et, depuis 2014, par le tramway bisontin.

### Pont Charles-de-Gaulle

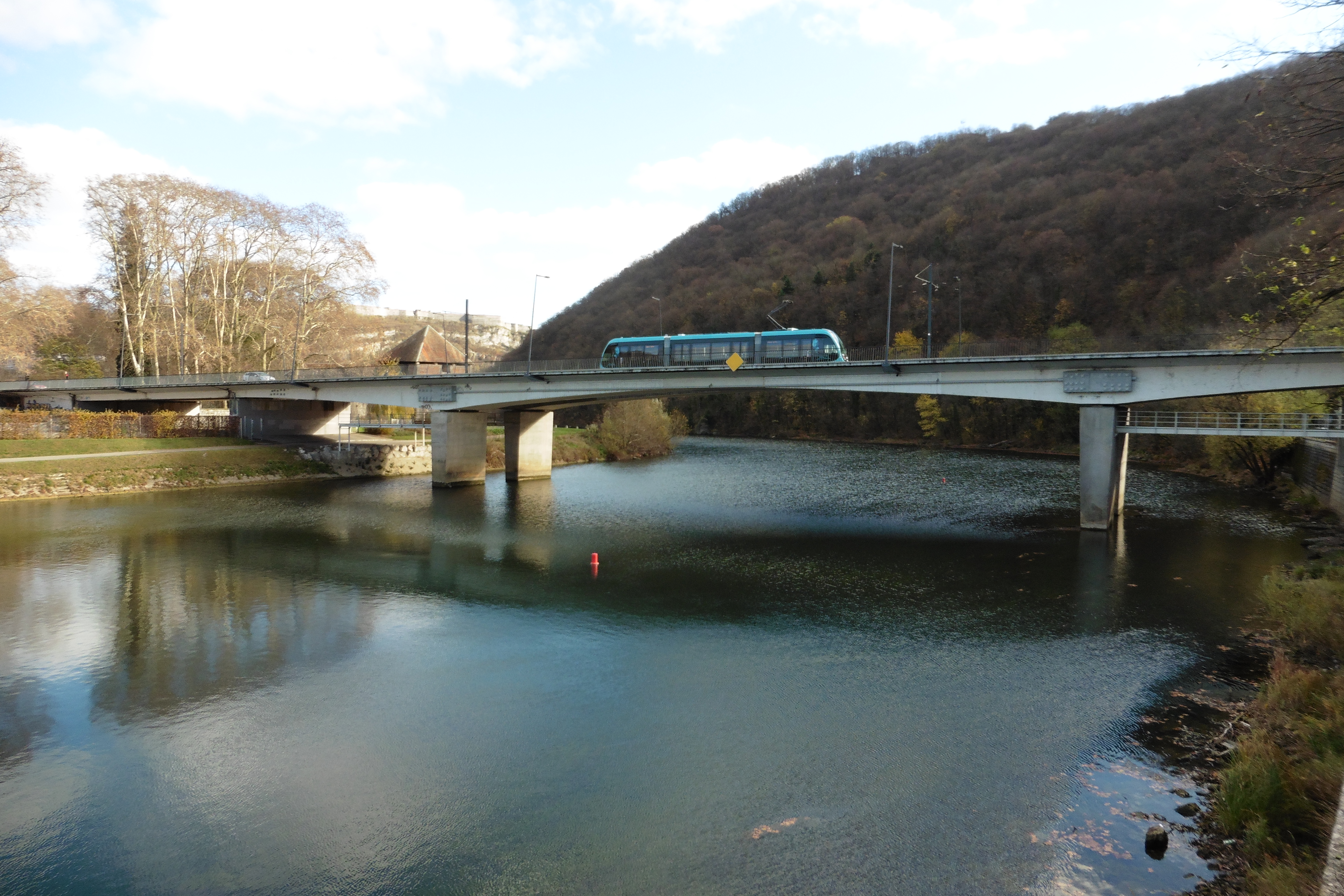
Pont Charles-de-Gaulle.

Originellement pont de la Grette, le pont Charles de Gaulle traverse le Doubs et permet de relier le centre historique via la Gare d'eau à la Grette et à Planoise. C'est un pont à encorbellement en béton précontraint constitué de poutres à hauteur variable. Il fut ouvert en 1968, réhabilité en 2008 et aménagé pour le passage du tramway, en 2014.

### Pont de la République

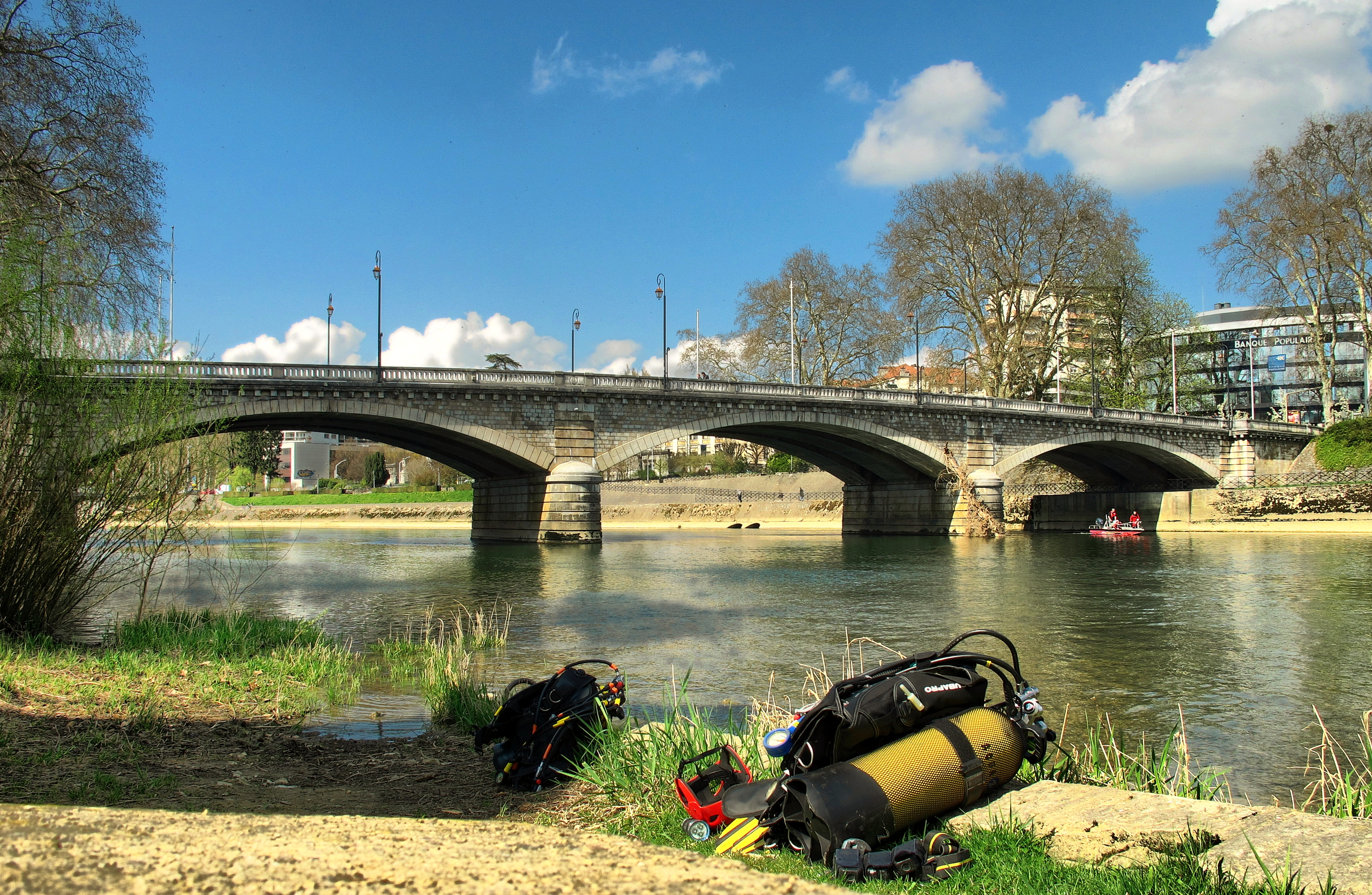
Le pont de la République.

En 1833, Besançon ne possédait qu'un pont sur le Doubs : le pont romain de Battant datant du IIe siècle car, à la suite d'une ultime avarie, celui de Bregille, construit en bois en 1689, était coupé depuis 1830, après avoir été restreint aux piétons en 1805.
La municipalité souhaite alors remplacer ce second pont par un ouvrage en dur et en construire un nouveau  au niveau du quartier des Chaprais. Elle y est autorisée par une ordonnance du 25 mai 1833 après des négociations avec l'autorité militaire qui concédait la réalisation sur pile de pierre du pont de Bregille, dont le tablier devait rester en bois, mais rejetait dans un premier temps la construction d'un nouvel ouvrage.

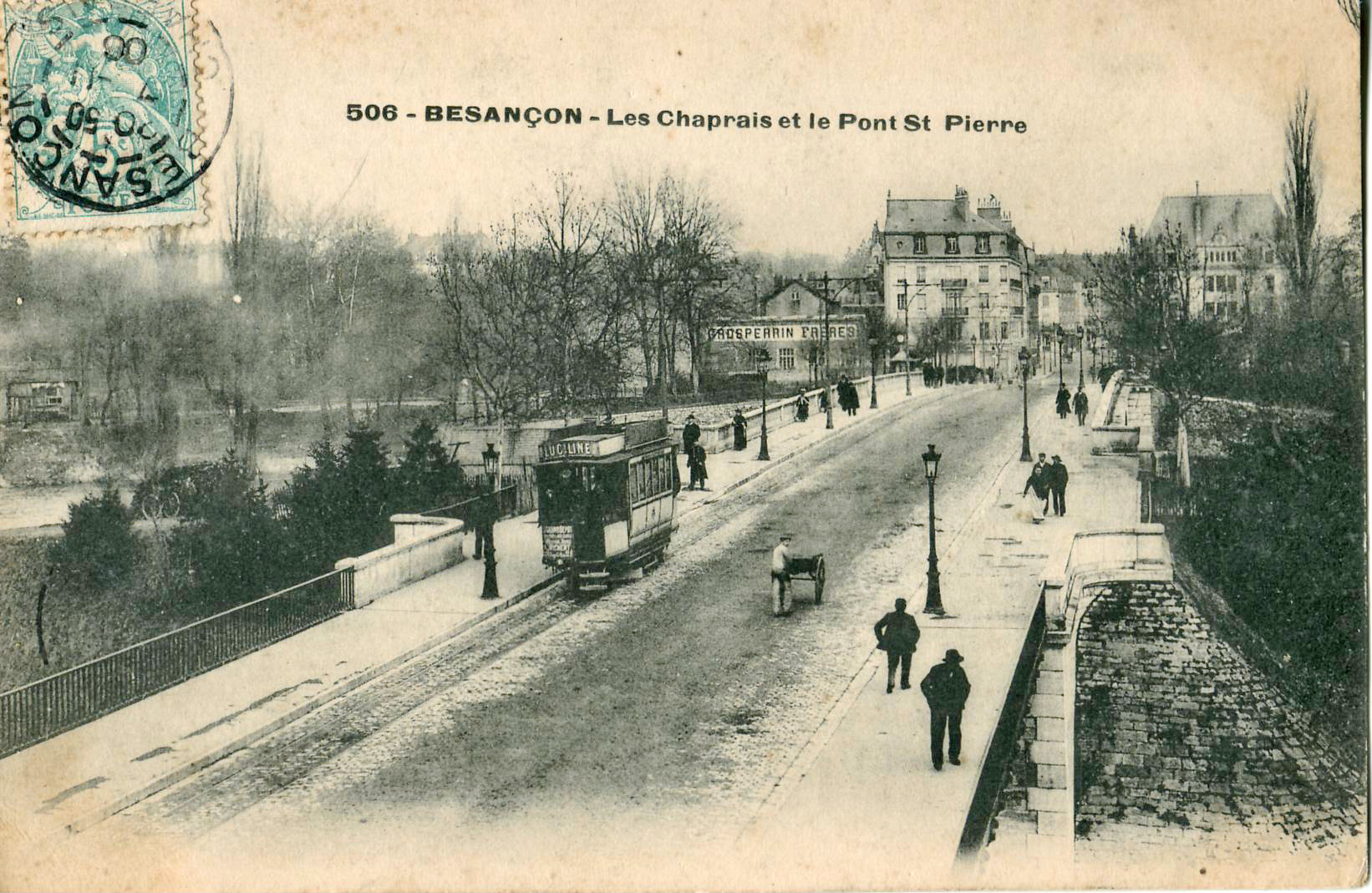
Le pont Saint-Pierre, futur pont de la République.

Le pont des Chaprais, ou pont Saint-Pierre, se situera dans le prolongement de la rue Neuve-Saint-Pierre percée jusqu'au fleuve côté boucle et devenant rue de la République, mais deux options s'offraient pour traverser les Chaprais : une voie nouvelle rejoignant en ligne droite à travers champs la rue de Belfort, ou les rues existantes (actuelles avenue Sadi Carnot et rue des Chaprais) le long desquelles se trouvaient les auberges. Bien que le tracé soit tortueux, c'est cette seconde option qui est adoptée moyennant quelques rectifications pour réduire la pente.
Le type de pont fait également débat et ce n'est qu'en 1833 que le choix d'un pont suspendu est validé. L'adjudication est signée le 4 novembre 1834 avec M. Vieillard non sans  que l'armée ait exigé des modifications afin de couper l'ouvrage en cas de besoin. Après les tests de robustesse, le pont est ouvert à la circulation le 10 janvier 1838 avec une concession de 34 ans, 11 mois et 14 jours assortie d'un péage de quatre liards (un sou). Sur la rive droite et l'île St Pierre deux doubles-piles ont été implantées afin de supporter les câbles métalliques auxquels le pont est suspendu. Les pierres employées sont extraites des carrières de l'Abbaye-Damparis (Jura). Deux postes de péage sont placés à son entrée côté Chaprais, et une porte, la porte Saint-Pierre, est aménagée dans le rempart côté boucle à proximité de la tour bastionnée de Saint-Pierre.
L'ouvrage sera rapidement surnommé « pont (en) fil de fer », par les Bisontins, et la rue Neuve des Chaprais, partie basse de la voie traversant le quartier, sera rebaptisée rue du Pont suspendu ou du Pont de fer.
Le pont suspendu ne faisait pas obstacle aux crues, mais son tablier, trop bas, sera gravement endommagé en 1882 par les milliers de traverses de chemin de fer, stockées à Rivotte, qui avaient été emportées par la crue du Doubs.
Devant le coût considérable des réparations et face à un ouvrage mal adapté au trafic croissant, il fut décidé de remplacer le pont suspendu par un autre en pierre.
C'est la pierre de la carrière de Damparis facile à tailler qui est de nouveau choisie de préférence aux pierres locales des Montboucons ou de la Malcombe. Les parements arrivent façonnés sur le chantier qui bénéficie de conditions favorables et d'un lit de rivière en roche compacte. Dès décembre 1883, les piles sont hors d'eau.
Le nouveau pont, mis en service en 1885, est plus élevé que l'ancien, ce qui nécessite un allongement des rampes, et son arche sur le canal latéral est supportée par une charpente métallique fabriquée aux forges de Fraisans pour répondre à une exigence des militaires dans l'optique d'une dépose rapide. La porte Saint-Pierre est supprimée vers cette époque.
Il reçoit les rails et caténaires du tramway en 1897. En 1904 son nom est laïcisé en pont de la République.
L'ouvrage résistera à la crue historique de décembre 1910 qui, cette fois, charriera des pièces de bois de la papeterie de Novillars, en aval de Besançon.
Comme les autres ouvrages de Besançon, il sera dynamité (arches détruites en totalité) le 16 juin 1940 à l'approche des troupes allemandes. L'occupant exigera sa reconstruction en dur. C'est la direction locale de l'entreprise Zublin-Perrière qui réalisera l'ouvrage en béton armé avec parements et parapets en pierre que nous connaissons aujourd'hui.
En 1944, le pont de la République ne sera que partiellement endommagé, les occupants n'ayant pas utilisé les chambres de mines. Seule l'arche centrale sera détruite, mais les deux autres auront subi d'importants dégâts. Zublin-Perrière sera chargée de la remise en état après la libération. Le pont est reconstruit à l'identique en faisant appel à des vérins et des treuils pour remettre en place pile décalée et voûte affaissée. La fin des travaux est célébrée le 16 juin 1947 par le maire Jean Minjoz (les deux dates 1883 et 1947 figurent sur le parapet). Le tramway sera remis en service jusqu'à son arrêt en 1952, et c'est depuis 2014 que sa version moderne l'emprunte à nouveau.
Le 14 février 2022, la maire Anne Vignot réserve entièrement le pont aux mobilités alternatives à la voiture. La voie de circulation est transformée en piste cyclable afin de restituer les trottoirs aux piétons.

### Pont Robert-Schwint

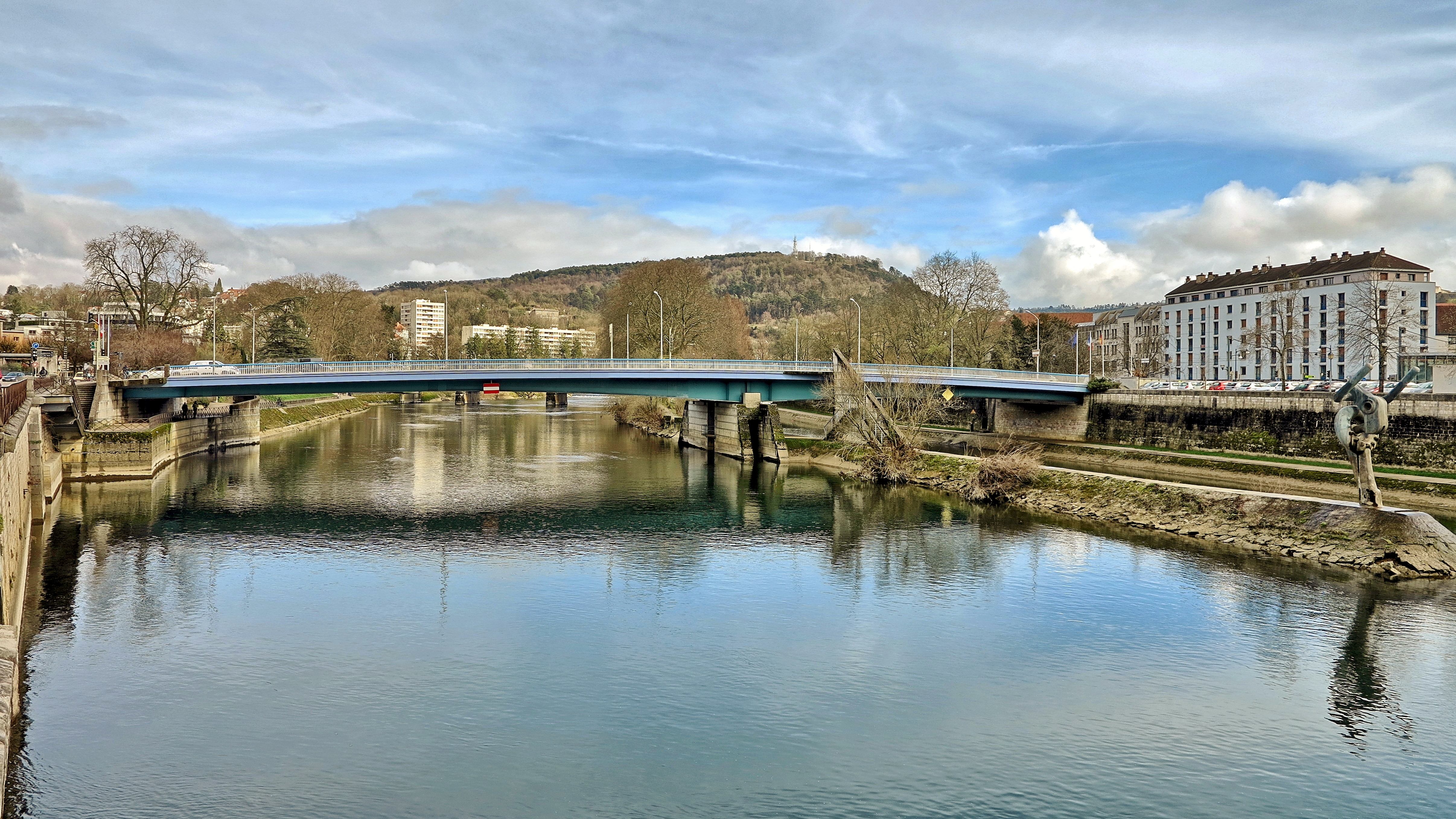
Pont Robert-Schwint, ex-pont Denfert-Rochereau.

Le pont Robert-Schwint, ex-Denfert-Rochereau, permet de relier le centre historique au quartier des Chaprais en franchissant le Doubs.
Ne remplaçant aucun pont, la passerelle Denfert-Rochereau fut construite près de l'extrémité aval de l'île Saint-Pierre par l'autorité française et non par l'organisation Todt comme fréquemment avancé. En 1942, sur des piles érigées par l'entreprise Zublin-Perrière, sera posé un tablier métallique de 104 m provenant des Forges et Ateliers de Commentry-Oissel. La « passerelle » servit à pallier l’indisponibilité temporaire des autres ouvrages de la boucle, car malgré son nom, elle comportait dès l'origine deux voies de circulation automobile.
Implantée dans le prolongement de la rue Proudhon, elle fut dynamitée  par les Allemands en septembre 1944. Réparée définitivement vers 1954, elle ne sera remplacée par un pont moderne en poutres métalliques, nommé pont Denfert-Rochereau, qu’en 1989, et ce, jusqu'à ce que celui-ci soit rebaptisé Robert Schwint (ancien maire de Besançon) en juin 2014.

### Pont de Velotte

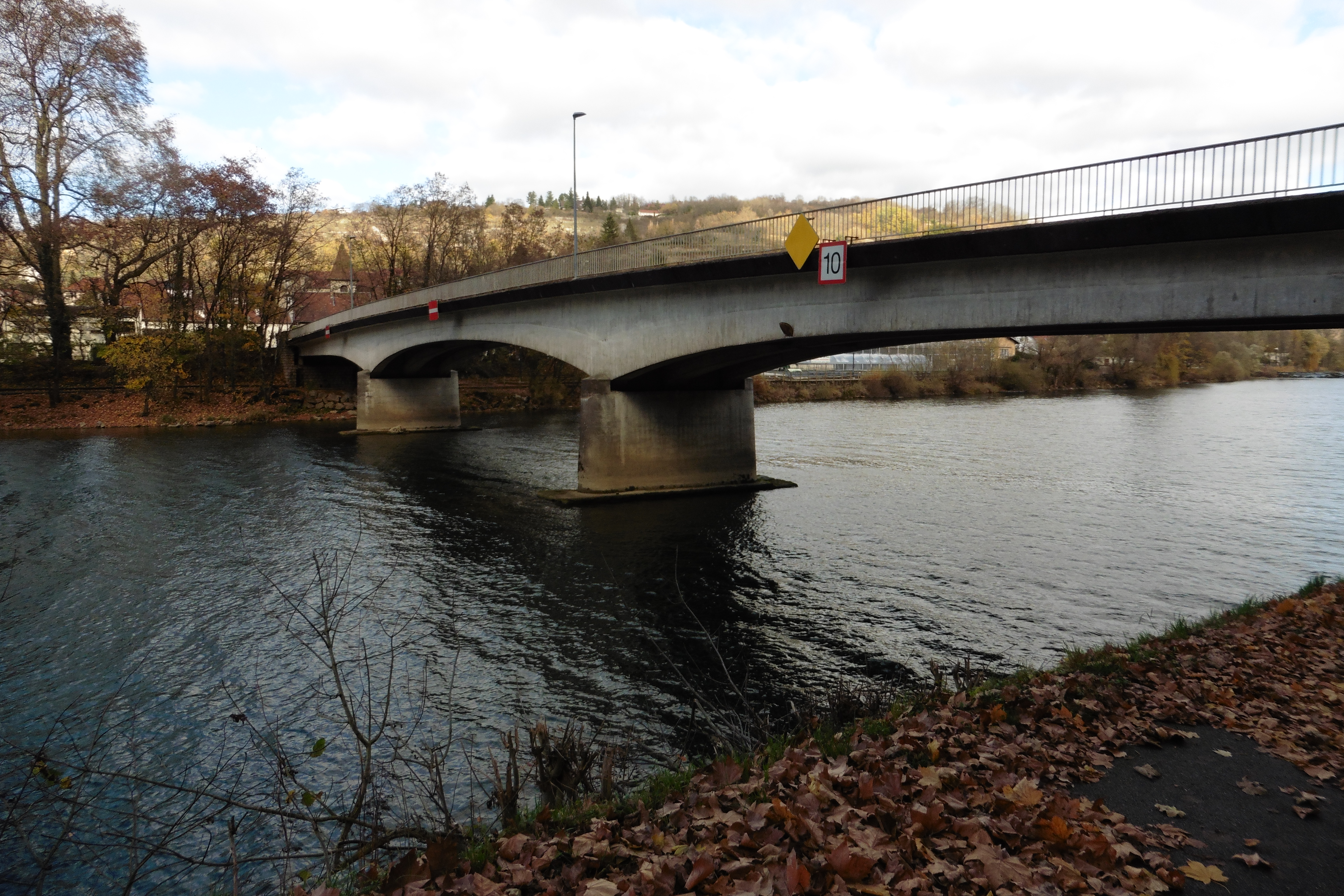
Pont de Velotte.

Le pont de Velotte comportait à l’origine (1887) un tablier métallique soutenu par trois arches de pierre. Il n’avait initialement qu’une voie de circulation. Dynamité comme tous ceux de Besançon durant la Seconde Guerre mondiale, il sera élargi lors de sa reconstruction.
Il est situé dans le quartier de Velotte et franchit le Doubs pour atteindre la nationale 83 (en direction de la commune de Beure ou de Tarragnoz et du centre historique.

### Pont de Beure

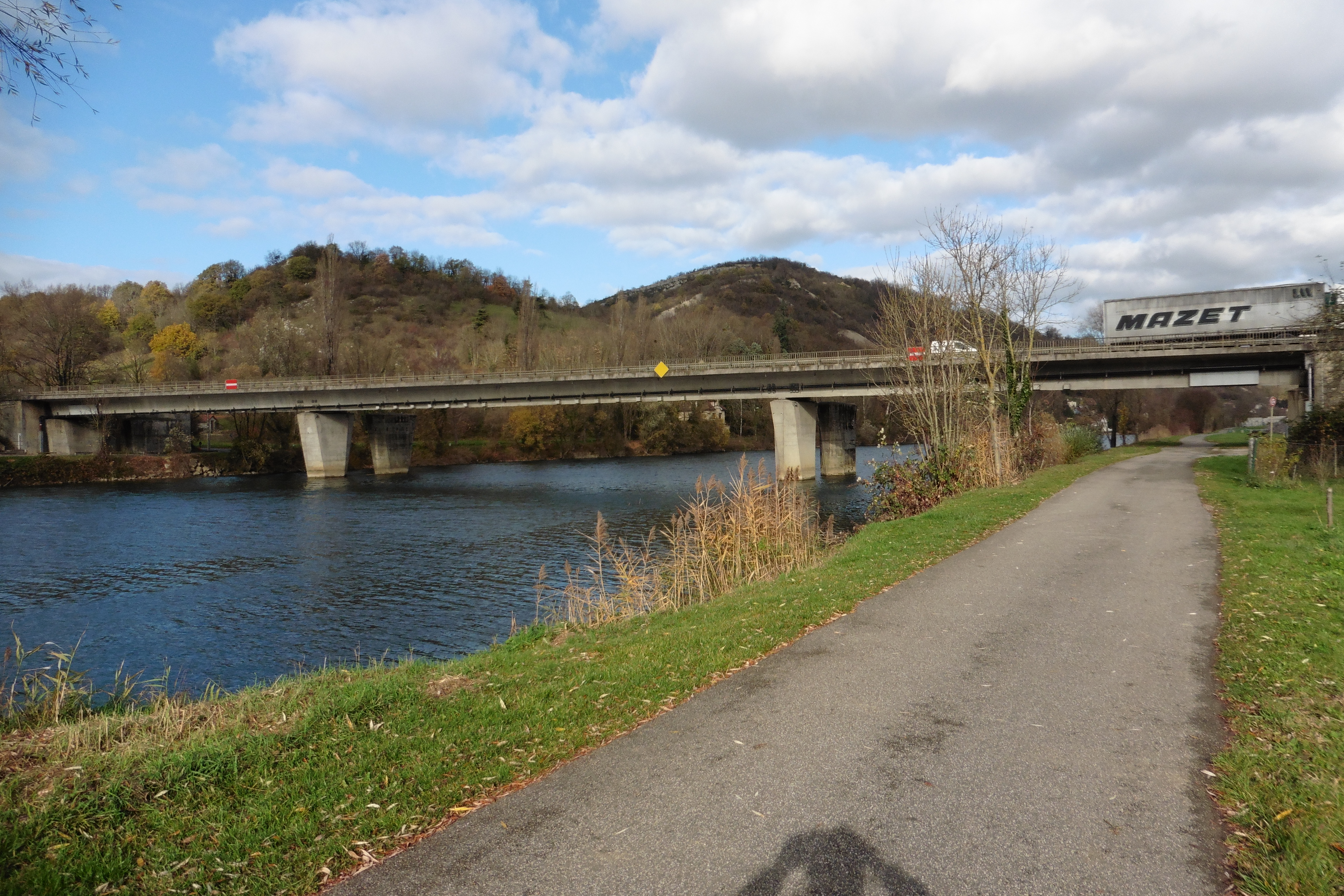
Pont de Beure.

Pont en encorbellement réalisé tardivement (1971). Il est constitué de poutres-caissons en béton précontraint. Il a la particularité de présenter une légère courbe et de disposer de piles en attente, car il était envisagé de passer en 2 x 2 voies. Il relie le quartier bisontin de Planoise au bourg de Beure, tout en offrant un accès plus aisé à la route de Lyon pour les véhicules des nouveaux quartiers.

### Pont de chemin de fer de Rivotte

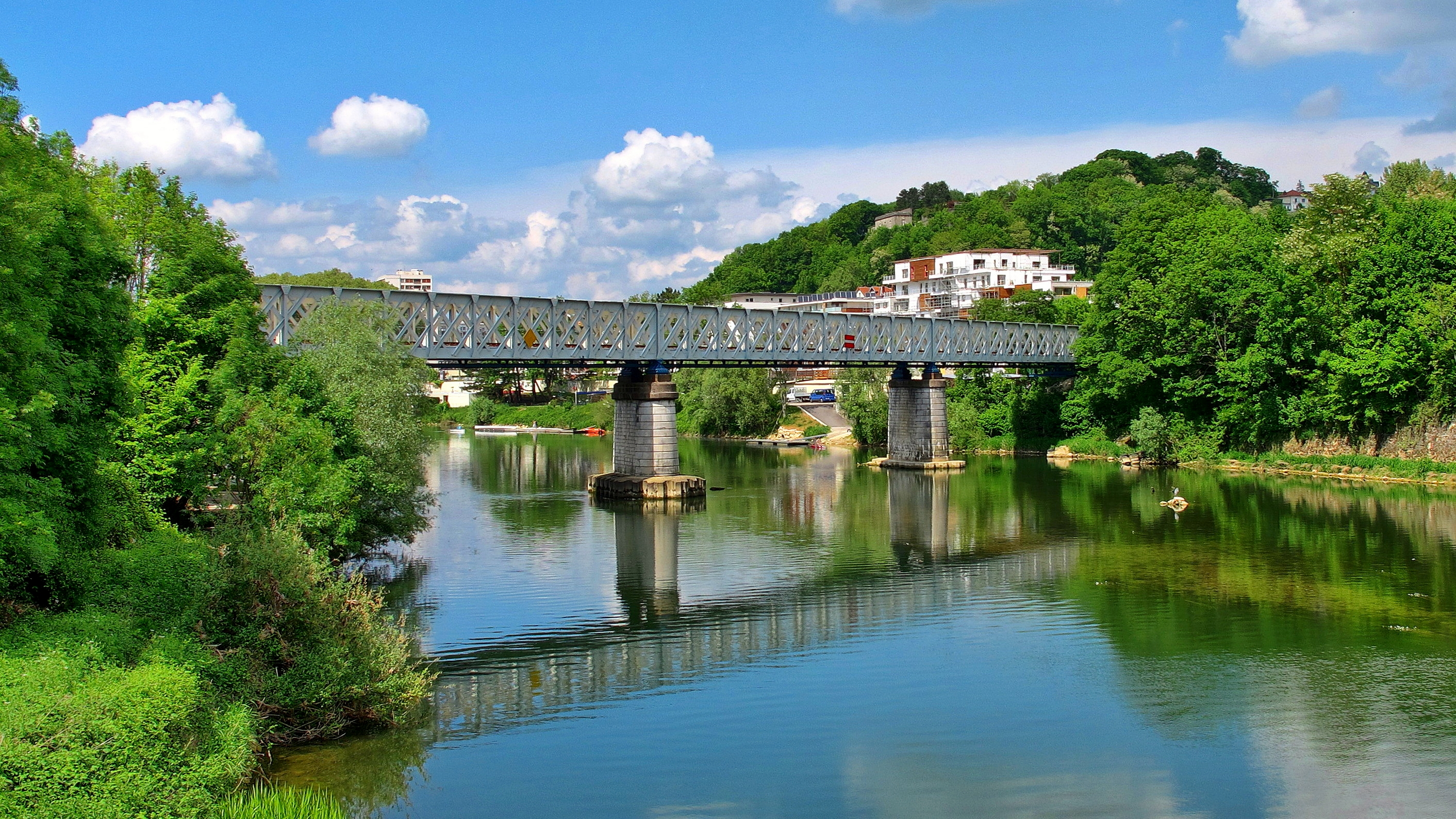
Pont de chemin de fer de Rivotte.

Afin de faire franchir le Doubs à la ligne Besançon-Le Locle via Morteau, un pont métallique à une voie fut construit en 1884 à la sortie de la gare de la Mouillère. Il repose sur deux piles, puis se prolonge entre la tour et la porte Rivotte afin de rejoindre la falaise en bas de la citadelle. Il a été plastiqué durant la Seconde Guerre mondiale, mais est toujours en service.

## Passerelles

### Passerelle des Prés-de-Vaux

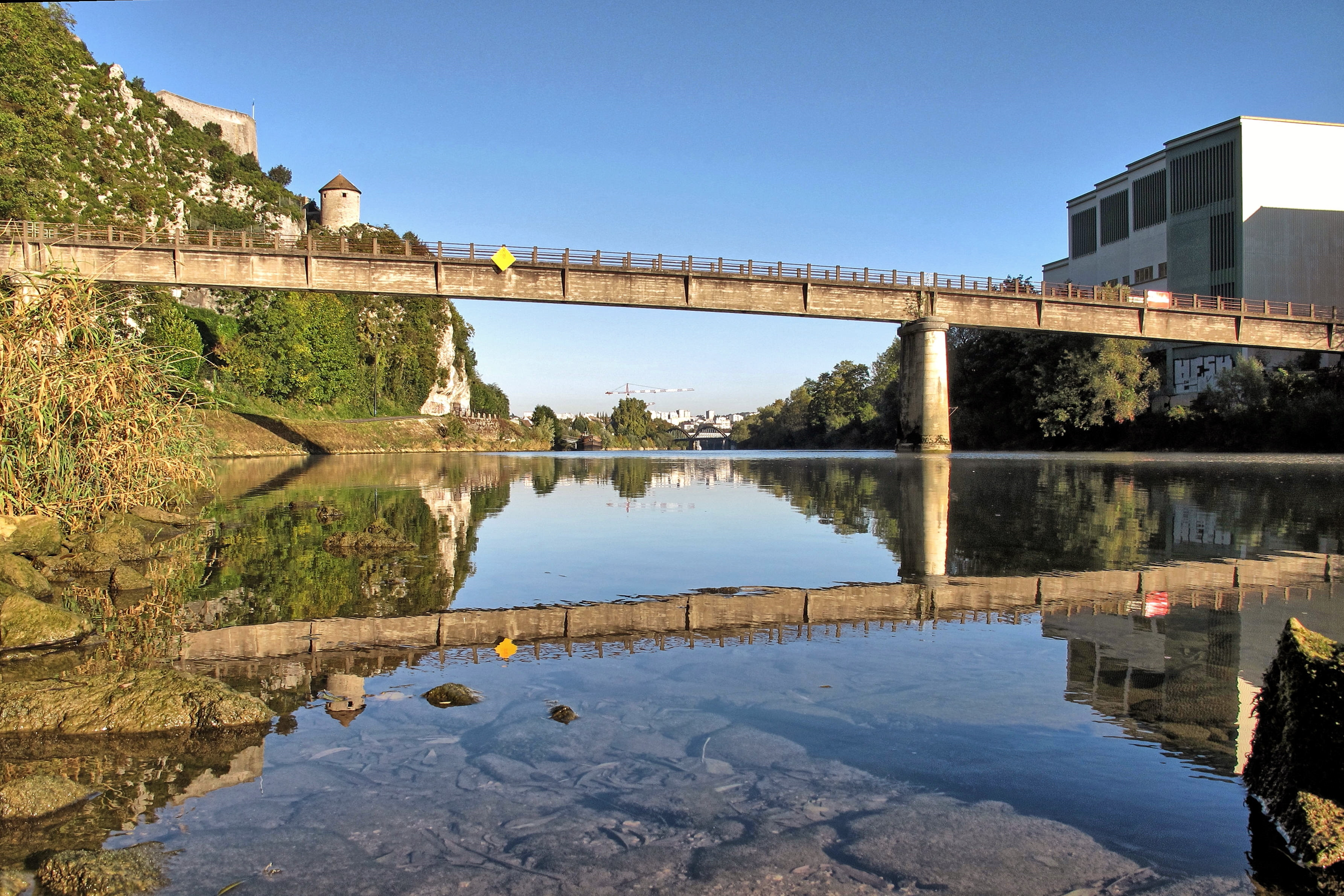
Passerelle des Prés-de-Vaux.

Franchissant le Doubs à la hauteur de la friche de la Rhodiacéta, la passerelle des Prés-de-Vaux, dite "de la Rhodia", Guyon et, actuellement, Jean Abisse, date de 1898. Piétonne, elle offrait aux ouvriers un accès à la papeterie et à la fabrique de soie artificielle (créée par Hilaire de Chardonnet), implantées aux Prés-de-Vaux. De nombreux employés stationnaient aux Jacobins et traversaient à pied pour venir à l’usine. C’était aussi le départ de toutes les manifestations depuis l’usine en 1967 et 1981. 
La passerelle métallique originelle, comportait un pilier central, un pilier en rive gauche, et deux culées (toujours en place). Plastiqué en 1944, le tablier sera reconstruit en 1948 avec des poutres "VIPP" en béton précontraint de première génération.  Ce n’est qu’en 1954 que Rhodiacéta prendra le relais de la soierie. Intégrée à Rhône-Poulenc textiles en 1971, l’usine fermera ses portes en 1982.
La vétusté de la passerelle a nécessité sa fermeture en octobre 2020. Elle devait être restaurée en 2021-2022, mais les études et analyses ont démontré que le remplacement était la meilleure solution. La passerelle devrait donc être déconstruite pour faire place à une passerelle moderne, réservée aux piétons, cyclistes et services de secours, en 2027.

### Passerelle de Mazagran

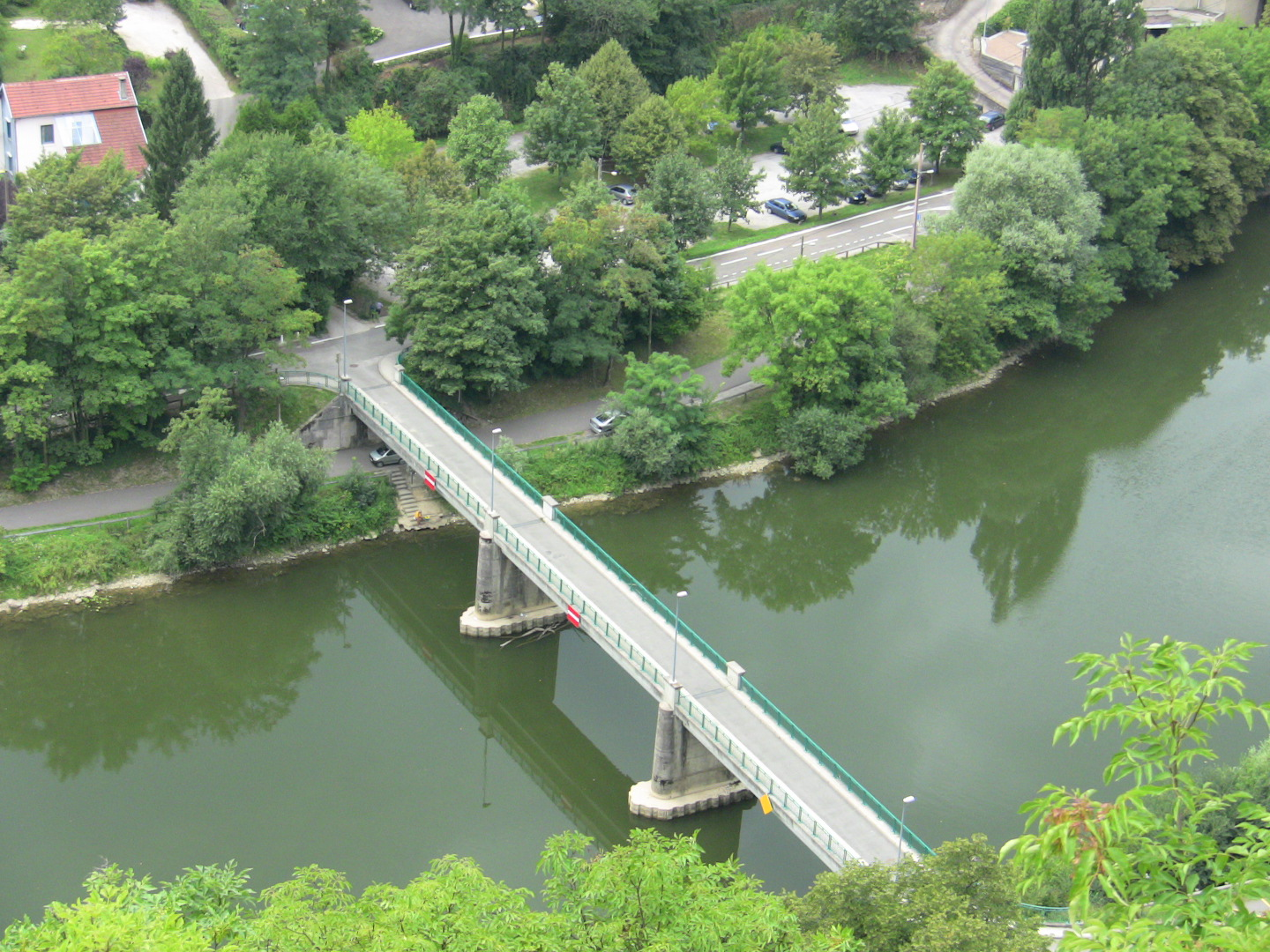
Passerelle de Mazagran.

La passerelle de Mazagran, construite en 1960 avec une seule voie de circulation automobile, permet de relier le secteur de Mazagran (quartier de Velotte) au quartier de Tarragnoz et au centre historique. Avant elle, et jusqu'à la Seconde Guerre mondiale, un bac permettait le passage du Doubs. À noter que trois pontons Whale dits ponts Arromanches avaient été livrés afin de construire cette passerelle, mais qu'ils ne furent pas utilisés. Ils seront finalement mis à la ferraille en 1996.

### Passerelle de Chardonnet

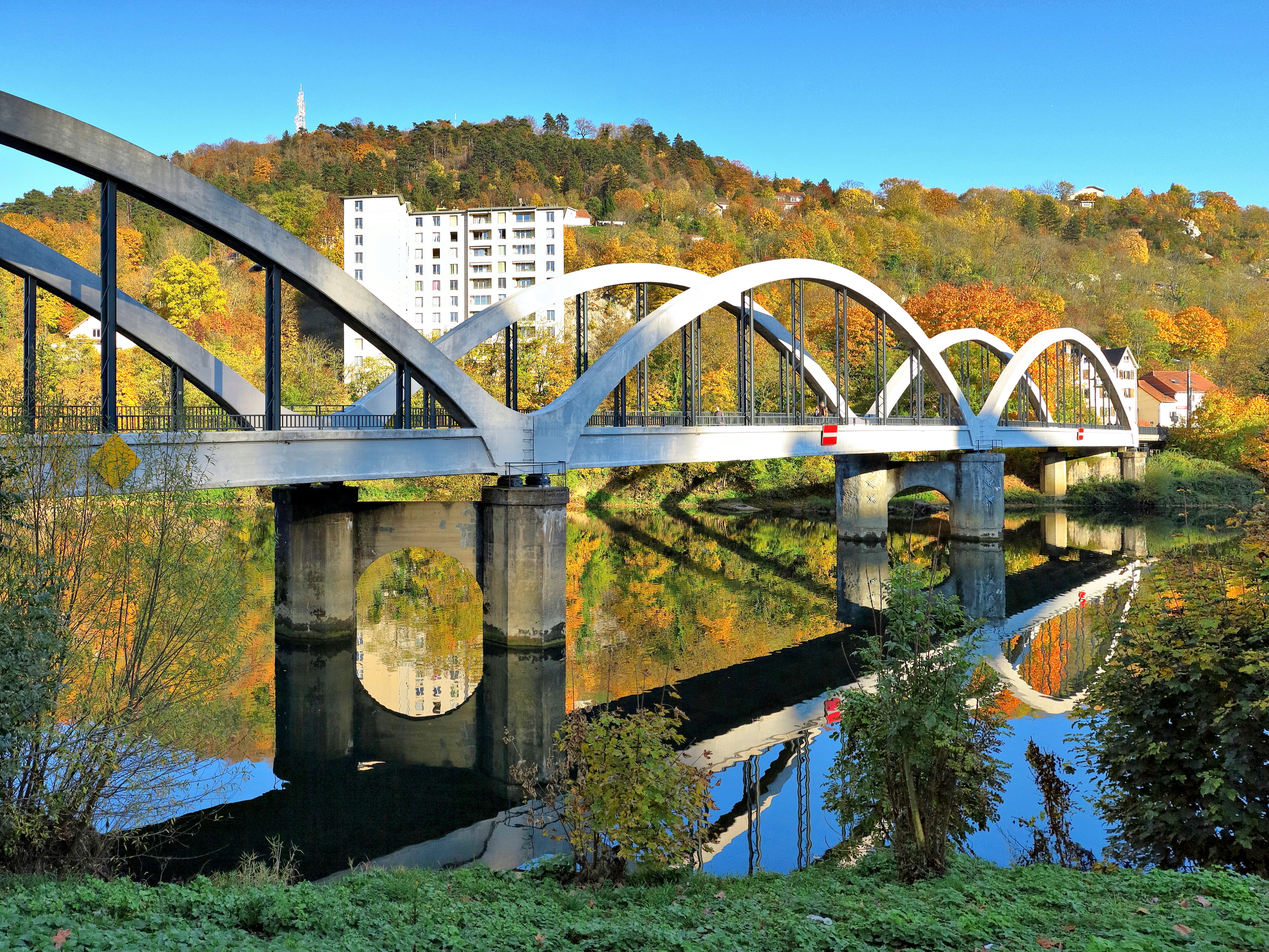
Passerelle de Chardonnet.

Dès l'aménagement du port fluvial de Rivotte, son raccordement à la gare de Rivotte point de départ des tacots d'Amathay-Vésigneux et Vesoul, et au réseau SNCF (gare de la Mouillère et site industriel des Prés-de-Vaux) en rive droite du Doubs fut envisagé. Pour franchir la rivière, un pont métallique à voie métrique existait depuis 1910 et était emprunté par le tacot de Vesoul. Devenu obsolète, le service des Ponts et Chaussées décida de le remplacer par un autre également métallique, mais ce sera le projet de pont bow-string, sans raccordement supérieur, en béton armé de la société Zublin et Perrière qui sera retenu. Débutées en octobre 1937, les trois travées sont terminées fin août 1938. La réception provisoire du 17 novembre 1938 est suivie un an plus tard de la définitive. Le 16 juin 1940, le pont est dynamité comme tous ceux de Besançon. Il sera réparé en 1942-1943 par Zublin-Perrière mais sautera à nouveau en septembre 1944. Le pont sera remis en service après-guerre jusqu'à la fermeture de la gare de Rivotte en 1951 à la suite de l'arrêt de l'exploitation des lignes à voies métriques, puis du port fluvial dans les années 1980. Après la dépose des rails, le pont est cédé à la ville et devient piétonnier. Il doit son nom à Hilaire de Chardonnet l'inventeur de la soie artificielle qui fit construire une usine de fabrication aux Prés-de-Vaux à la fin du XXe siècle.

### Passerelle de la Malate

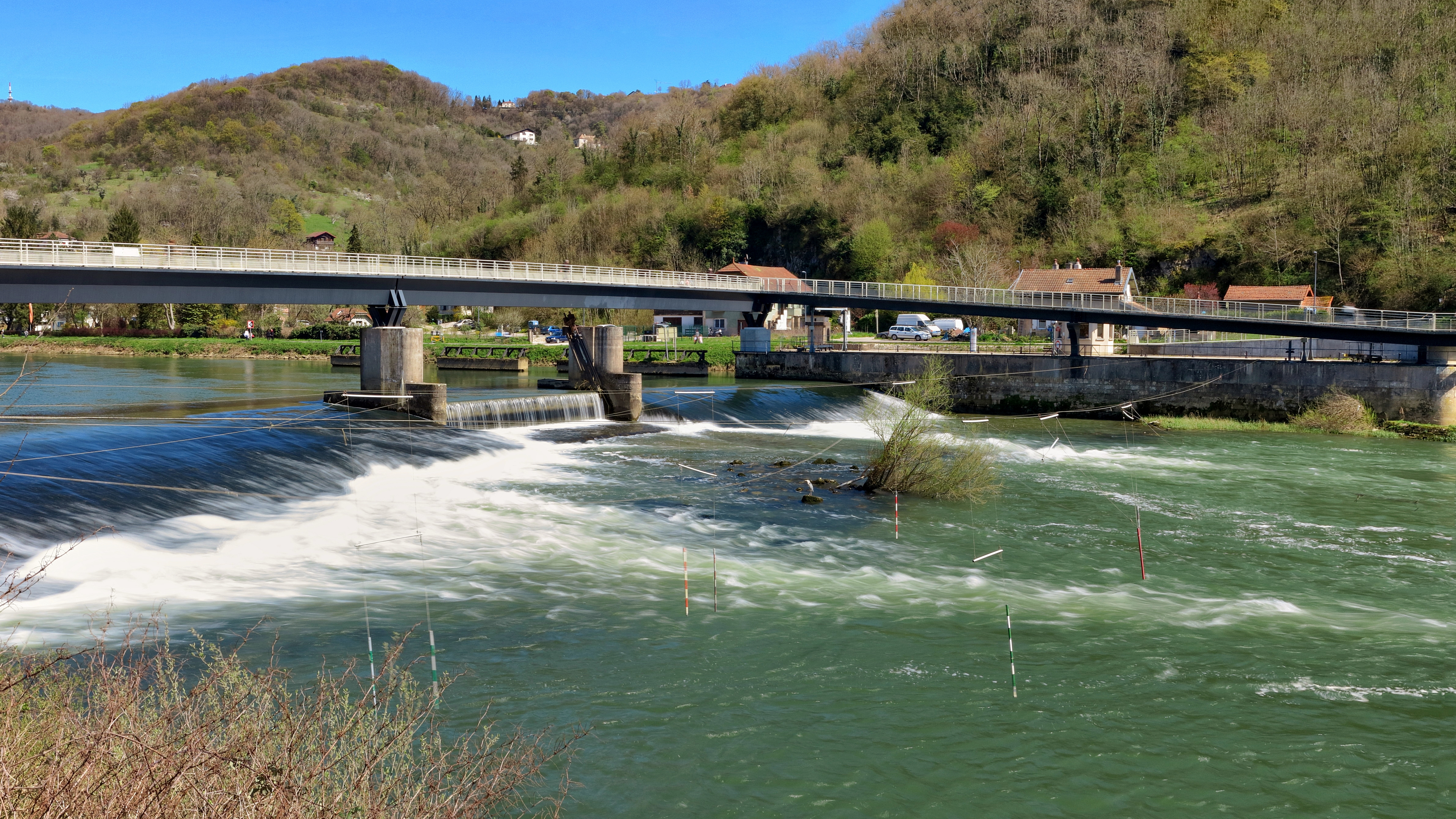
La passerelle de la Malate.

La passerelle de la Malate a été ouverte le 9 août 2010 après 18 mois de travaux. Elle relie la route de la Malate (au niveau de l'usine de traitement des eaux d'Arcier) au secteur des Prés-de-Vaux en franchissant le Doubs. Accessible depuis la véloroute n°6, elle est réservée aux modes de transport « doux ». Longue de 280 m pour 2,5 m de large, elle a coûté 3,3 M€. Elle est construite sur le barrage d'une écluse située rive gauche.

## Les ponts durant la Seconde Guerre mondiale
Le dimanche 16 juin 1940 vers midi, la ville commence à être bombardée tandis que des avions ennemis mitraillent la voie ferrée et les troupes françaises rue de Dole. Vers 16 h, contre l'avis du maire et du préfet, les militaires font sauter les premiers ponts : République et Canot s’effondrent totalement, Battant partiellement, puis Velotte et la passerelle des Prés-de-Vaux. À 17 h, c’est au tour de Bregille et des ponts ferroviaires de Rivotte. La Panzerdivision GUDERIB, atteint Besançon le jour même et une première colonne blindée allemande circule dès 19 h quai Veil-Picard. Pour gagner le centre-ville, l’ennemi emprunte le pont d’Avanne non coupé, car jugé incapable de supporter le poids des engins blindés.
Ces destructions, inutiles, priveront un certain temps les quartiers extérieurs de gaz et d’électricité et gêneront temporairement la circulation entre les deux parties de la ville.
Durant l'occupation, les Allemands ne permirent qu'une réparation provisoire des ponts de Besançon à l'exception de celui de la République. Par contre, ils autorisèrent la construction de la passerelle Denfert-Rochereau.
Répétition de l’histoire, devant l'avancée des alliés les Allemands dynamitent à leur tour, le 5 septembre 1944 au soir, une partie des ponts de la boucle qui avaient été réparés durant l’occupation, mais pas celui d’Avanne que les Américains emprunteront le jour même pour passer rive gauche du Doubs et monter sur le plateau. Ce pont sera qualifié de « libérateur ».
- à 20 heures, la passerelle Denfert-Rochereau a son arche centrale détruite.
- vers 21 heures, le pont de Canot, reconstruit en bois, est arrosé d'essence et de goudron, il brûle et s'effondre.
- à 23 heures, ce sera le tour du pont de Bregille.
Les ponts de Battant et de la République ne seront coupés que le 7 septembre.

## Galerie

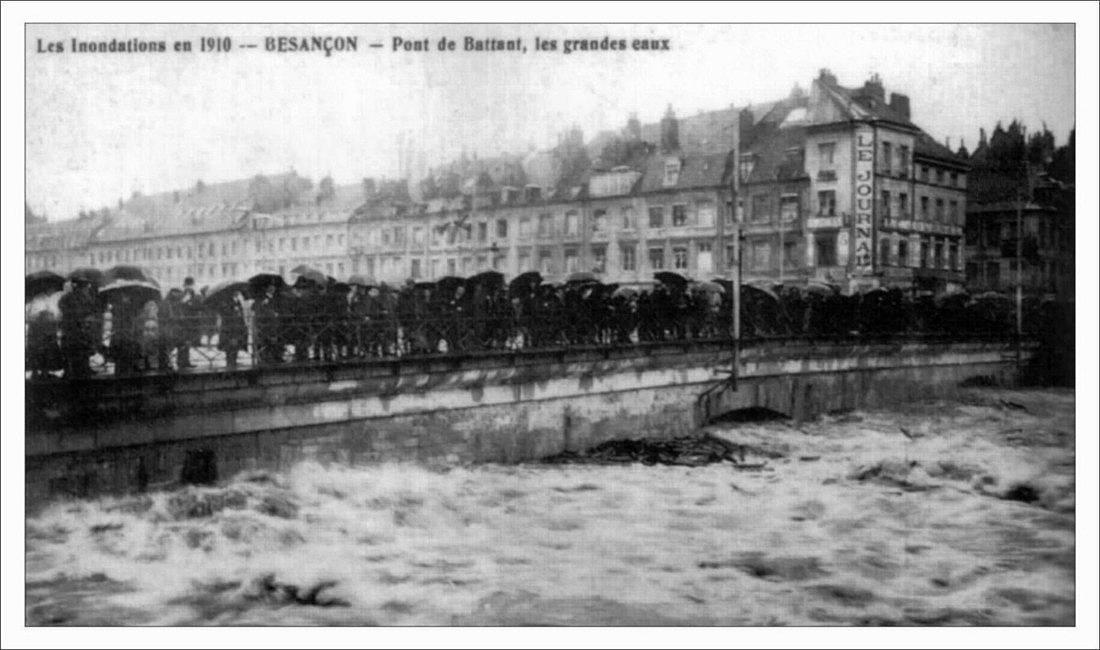
Pont Battant en 1910.
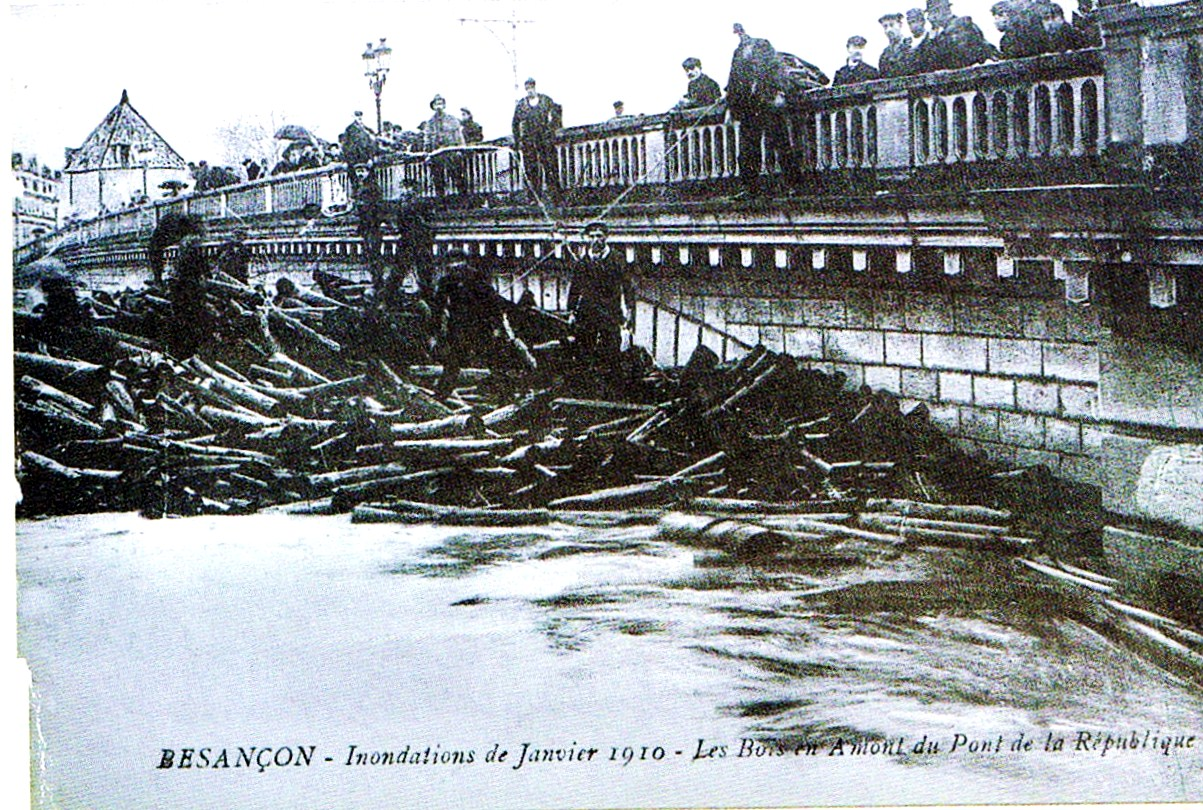
Pont de la République en 1910.
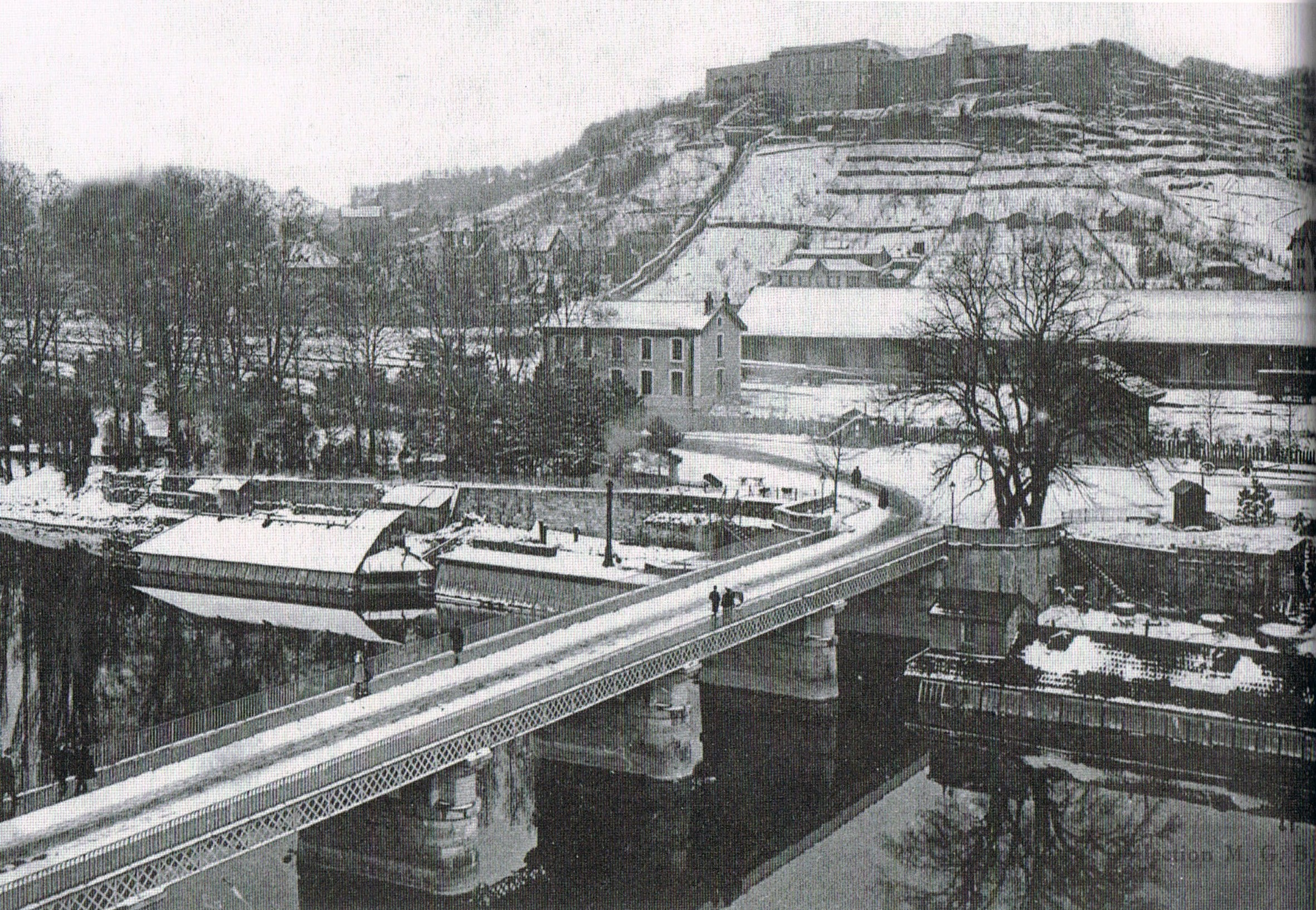
Pont de Bregille en 1907.
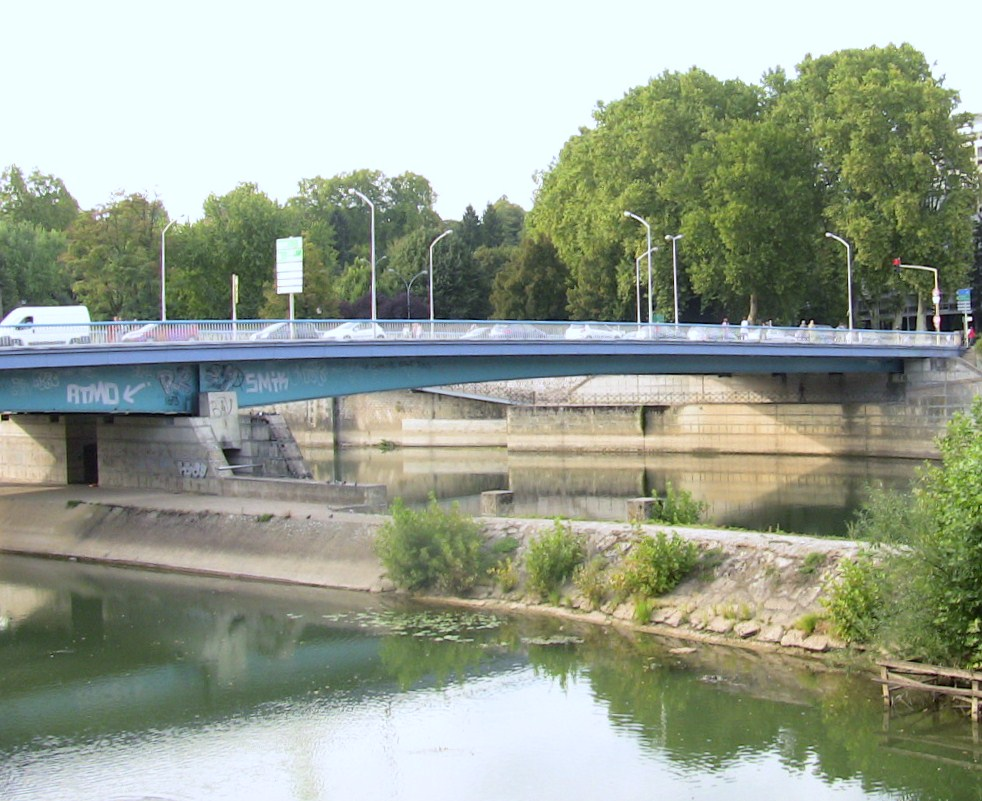
Pont Robert-Schwindt.
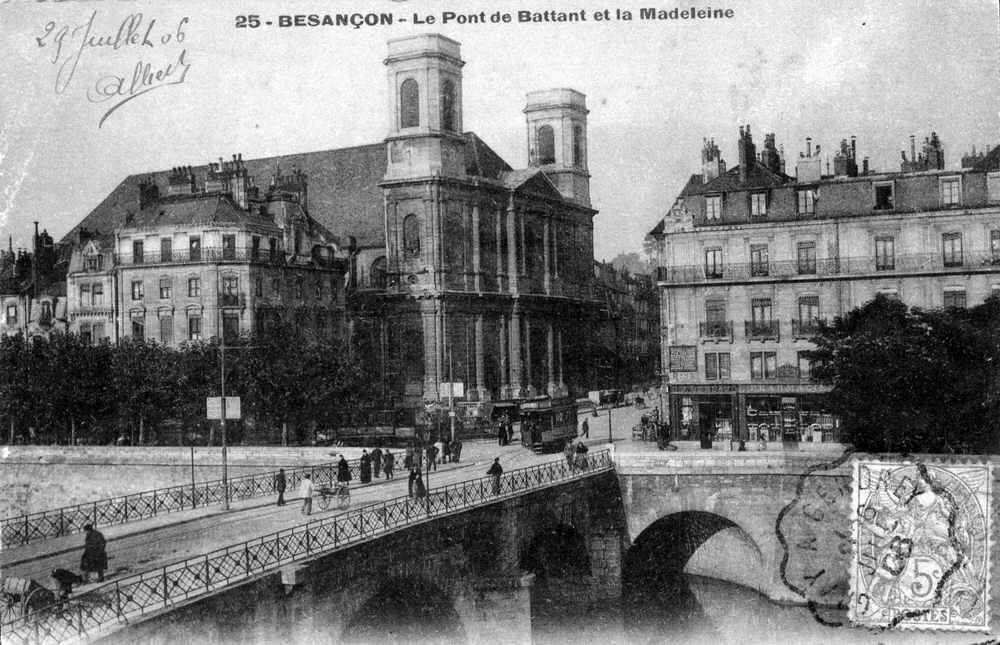
Pont romain de Battant.
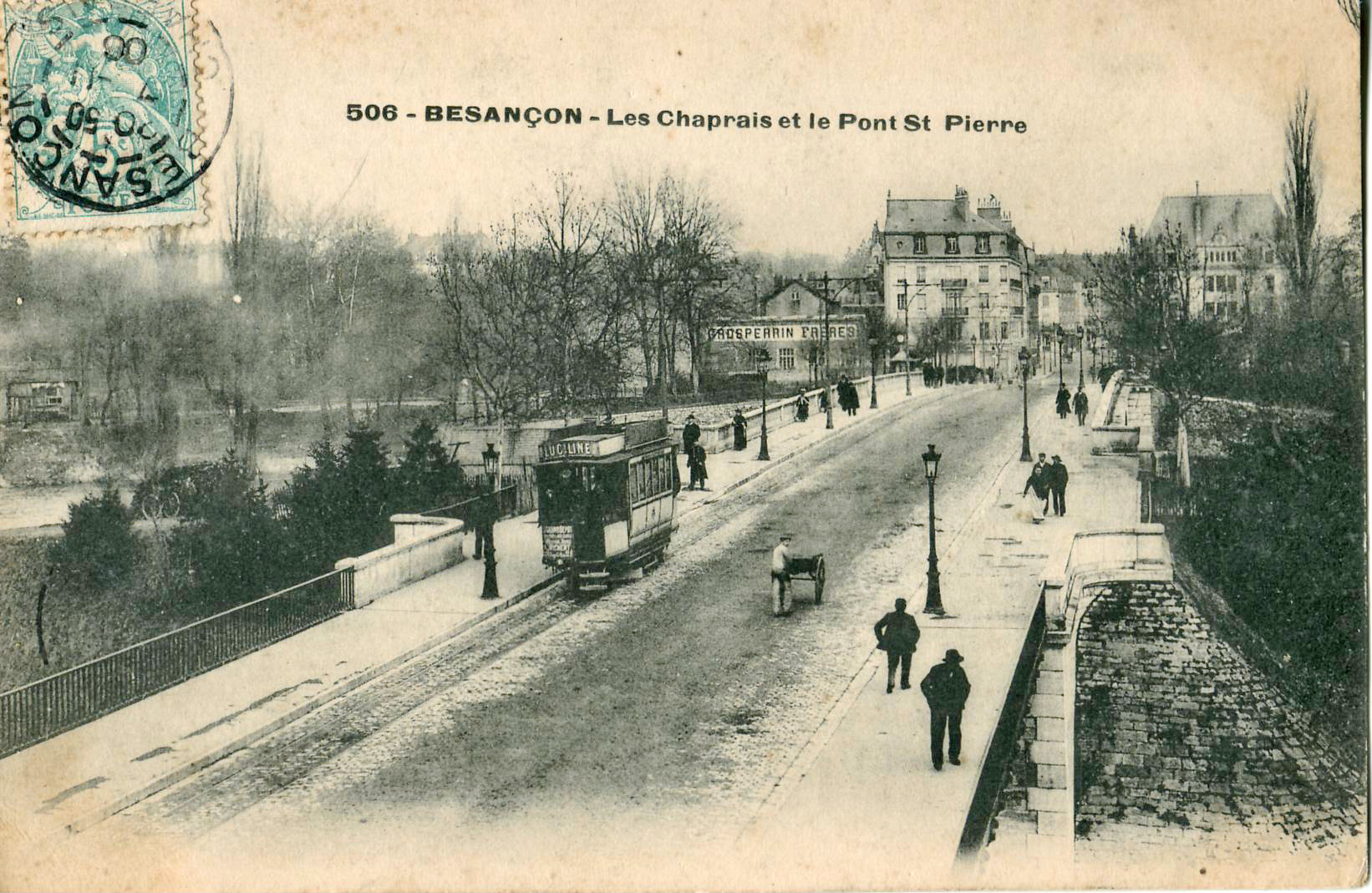
Pont Saint-Pierre, futur pont de la République.